# Argocoffeopsis
Genre
Argocoffeopsis Lebrun est un genre de plantes de la famille des Rubiacées.

## Liste des sous-espèces et espèces
Selon Catalogue of Life (7 décembre 2017) :
- Argocoffeopsis afzelii (Hiern) Robbr.
- Argocoffeopsis eketensis (Wernham) Robbr.
- Argocoffeopsis fosimondi Tchiengué & Cheek
- Argocoffeopsis kivuensis Robbr.
- Argocoffeopsis lemblinii (A.Chev.) Robbr.
- Argocoffeopsis pulchella (K.Schum.) Robbr.
- Argocoffeopsis rupestris (Hiern) Robbr.
- Argocoffeopsis scandens (K.Schum.) Lebrun
- Argocoffeopsis spathulata A.P.Davis & Sonké
- Argocoffeopsis subcordata (Hiern) Lebrun

Selon NCBI (7 décembre 2017) :
- Argocoffeopsis eketensis
- Argocoffeopsis rupestris
  - sous-espèce Argocoffeopsis rupestris subsp. thonneri
- Argocoffeopsis scandens

Selon The Plant List (7 décembre 2017) :
- Argocoffeopsis afzelii (Hiern) Robbr.
- Argocoffeopsis eketensis (Wernham) Robbr.
- Argocoffeopsis fosimondi Tchiengué & Cheek
- Argocoffeopsis kivuensis Robbr.
- Argocoffeopsis lemblinii (A.Chev.) Robbr.
- Argocoffeopsis pulchella (K.Schum.) Robbr.
- Argocoffeopsis rupestris (Hiern) Robbr.
- Argocoffeopsis scandens (K.Schum.) Lebrun
- Argocoffeopsis spathulata A.P.Davis & Sonké
- Argocoffeopsis subcordata (Hiern) Lebrun

Selon Tropicos (7 décembre 2017) (Attention liste brute contenant possiblement des synonymes) :
- Argocoffeopsis afzelii (Hiern) Robbr.
- Argocoffeopsis eketensis Robbr.
- Argocoffeopsis jasminoides Robbr.
- Argocoffeopsis kivuensis Robbr.
- Argocoffeopsis lemblinii (A. Chev.) Robbr.
- Argocoffeopsis pulchella (K. Schum.) Robbr.
- Argocoffeopsis rupestris (Hiern) Robbr.
- Argocoffeopsis scandens (K. Schum.) Lebrun
- Argocoffeopsis spathulata A.P. Davis & Sonké
- Argocoffeopsis subcordata (Hiern) Lebrun